# Arthuricornua anendopodia
Arthuricornua anendopodia är en kräftdjursart som beskrevs av Conroy-Dalton 200. Arthuricornua anendopodia ingår i släktet Arthuricornua och familjen Ancorabolidae. Inga underarter finns listade i Catalogue of Life.